# Henotesia ankoma
Henotesia ankoma är en fjärilsart som beskrevs av Paul Mabille 1878. Henotesia ankoma ingår i släktet Henotesia och familjen praktfjärilar. Inga underarter finns listade i Catalogue of Life.